# Dvolistna senčnica
Dvolistna senčnica (znanstveno ime Maianthemum bifolium) je cvetnica iz družine šmarničevk. Gre za rastlino trajnico. Cvetovi so bleščeče beli, 4-števni, majhni, združeni v pokončne ovršne grozde. Cvetno steblo ima pred cvetenjem en list, kasneje dva, ki sta kratkopecljata in srčasta. Podzemni poganjek (rizom) je dolg in plazeč. Plod je češnjevo rdeča, okrogla, do 6 mm velika jagoda. Oprašujejo jo žuželke. Je indikator za kisla tla.

## Rastišče in razširjenost
Dvolistno senčnico najdemo v senčnih, humoznih listnatih in iglastih gozdovih. Raste predvsem na zakisanih tleh. Razširjena je po severni polobli. V Sloveniji raste od nižin do montanskega pasu. 